# John M. Earle House
Das John M. Earle House ist ein historisches Wohnhaus in der Durfee Street 352 in Fall River im Bundesstaat Massachusetts der Vereinigten Staaten. Dort lebte John Milton Earle (1794–1874), ein US-amerikanischer Geschäftsmann und erklärter Gegner der Sklaverei.
Das Haus wurde 1870 im italienisierenden Design erbaut. Es wurde am 16. Februar 1983 mit der Nummer 83000665 in das National Register of Historic Places aufgenommen.